# Тунгуй
Тунгу́й (рос. Тунгуй) — село у складі Щучанського району Курганської області, Росія. Входить до складу Сухоборської сільської ради.
Населення — 144 особи (2010, 233 у 2002).
Національний склад станом на 2002 рік: росіяни — 68 %. Решта башкири та казахі.